# Cratere Pei Xiu
Pei Xiu è un cratere lunare di 2,2 km situato nella parte nord-occidentale della faccia visibile della Luna.